# Клод Соте
Клод Соте (фр. Claude Sautet; Монтруж, 23. фебруар 1924 — Париз, 22. јул 2000) је био француски филмски редитељ и сценариста.

## Биографија
Клод Соте је рођен 23. фебруара 1924. године у Монтружу, радничком предграђу Париза, на Сенским висовима, у Француској. Још као дечак се занимао за ликовне уметности. Након ослобођења земље прикључио се Комунистичкој партији Француске и неко време је радио као социјални радник. Између 1949. и 1950. је писао за левичарски часопис Борба (Combat) као музички критичар. Партију је напустио 1952. године. У почетку се бавио сликарством и вајарством, пре него што је уписао филмску академију у Паризу, где је касније постао телевизијски продуцент. Соте тврди да је љубав према кинематографији наследио од своје баке.
Свој први филм Bonjour Sourire је снимио 1955. године.
Постао је међународно познат 1969. са филмом Les Choses de la Vie за који је сам радио сценарио и резхију, као и за све касније филмове. Филм је приказан на Канском фестивалу, где је одлично примљен. У главној улози је била Роми Шнајдер, која ће касније глумити у још неколико његових филмова.
1974. године је постигао велики успех са филмом Vincent, Paul, François, et les Autres у којем су глумиле звезде тадашњег француског филма као што су Мишел Пиколи, Ив Монтан, Жерар Депардје и Стефан Одран.
За филм „Сасвим обична прича“ освојио је 1980. Оскара за најбољи страни филм.
1993. осваја Сребрног лава на Венецијанском филмском фестивалу.
Клод Соте је, након дуже болести, у 74. години живота, умро од рака јетре у Паризу 22. јула 2000.

## Филмографија (режија)
- Bonjour sourire (1955)
- Classe tous risques (1960)
- L'arme à gauche (1965)
- Les choses de la vie (1970)
- Max et les férrailleurs (1971)
- César et Rosalie (1972)
- Vincent, François, Paul et les autres (1974)
- Mado (1976)
- Une histoire simple ("Сасвим обична прича“, 1978)
- Un mauvais fils (1980)
- Garçon! (1983)
- Quelques jours avec moi (1988)
- Un cœur en hiver (1991)
- Nelly et Monsieur Arnaud (1995)

## Филмографија (сценарио)
- Les Yeux sans visage (1959), od Georges Franju
- Symphonie pour un massacre (1963), od Jacques Deray
- Peau de banane (1963), od Marcel Ophüls
- L'Âge ingrat (1964), od Gilles Grangier
- Échappement libre (1964), od Jean Becker
- La Vie de château (1965), od Jean-Paul Rappeneau
- Mise à sac (1967), od Alain Cavalier
- Borsalino (1970), od Jacques Deray
- Les Mariés de l'an II (1971), od Jean-Paul Rappeneau
- Mon ami le traître (1988), od José Giovanni
- Intersection (1993), od Mark Rydell